# Lars Schandorff
Lars Schandorff (født 20. april 1965, Aarhus) er en dansk skakspiller, skakstormester og tidligere Danmarksmester i skak.
Han vandt DM i skak i 1988, hvor det blev afholdt i Odense.
Han blev stormester i 1996 i en alder af 31 år. Hans højeste FIDE rating var 2563, som han opnåede i 2003.
Han har spillet for Danmark ved Skakolympiaden adskillige gange:
- Skakomlympiaden 1988: Reserve for 1. bræt
- Skakomlympiaden 1992: 2. bræt
- Skakomlympiaden 1994: Reserve for 1. bræt
- Skakomlympiaden 2000: Reserve for 1. bræt
- Skakomlympiaden 2002: 2. bræt
- Skakomlympiaden 2004: 4. bræt
- Skakomlympiaden 2006: Reserve for 1. bræt
- Skakomlympiaden 2008: 3. bræt
- Skakomlympiaden 2012: 2. bræt
- Skakomlympiaden 2016: Ukendt

Lars Schandorff er redaktør af DSU's medlemsblad, Skakbladet, som udkommer 4 gange om året. 